# Kartell-Rundschau
Die Kartell-Rundschau war eine zwischen 1903 und 1944 erscheinende Fachzeitschrift.

## Publizistische Konzeption
Die Zeitschrift Kartell-Rundschau war sowohl für Wissenschaftler verschiedener Disziplinen als auch für Wirtschafts-Praktiker gedacht. Die Veröffentlichungssprache war deutsch, so dass sich das Verbreitungsgebiet auf den mitteleuropäischen Raum, inklusive Österreich-Ungarn bzw. seine Nachfolgestaaten, erstreckte. Die Kartell-Rundschau erschien (überwiegend) monatlich, um auch einer aktuellen Berichterstattung dienen zu können.
Im Vorwort zum ersten Heft von 1903 hieß es programmatisch:
„Das Cartellproblem steht unter den modernen Wirtschaftsfragen in vorderster Reihe. Für den Nationalökonomen ein unerschöpfliches Forschungsgebiet, für das Rechtswesen eine der widerspenstigsten Materien, für die Gesetzgebung eine ebenso dringliche wie schwierige Aufgabe, für einzelne politische wie sociale Gruppen ein Objekt heftigster Befehdung, für Industrie und Handel ein vielfach unentbehrliches Organisationsmittel, bilden die Cartelle eine der eminentesten Diskussionsfragen der Gegenwart. […]
All‘ jenen, die sich für das Cartellwesen interessieren, hat es bisher an einem publicistischen Organ gefehlt, in welchem sich die zeitgenössische Cartellbewegung widerspiegeln würde, wie sie sich einerseits in den Bestrebungen und Bemühungen nach einer zweckmäßigen rechtlichen […] Behandlung, andrerseits in dem Leben und Wirken der Cartelle selbst äußert. Ein solches Organ will die ‚Cartell-Rundschau‘ sein. […]
Die ‚Cartell-Rundschau‘ appelliert an alle interessierten Kreise, die Erfüllung dieses Programms freundlichst fördern zu wollen. Den Theoretikern des Kartellwesens bietet sie ihre Spalten zur Veröffentlichung ihrer Gedanken und Studien über Cartellfragen, die Cartelle selbst werden ersucht, Mittheilungen über ihre Functionen, ihre Beschlüsse, statistische Darstellungen über […] zeitweise oder regelmäßig der ‚Cartell-Rundschau‘ zukommen zu lassen.“

## Erscheinungsorte, Herausgeber und Erscheinungsverlauf
In Wien gegründet, wurde die neue Zeitschrift ab 1906 im Deutschen Reich weiterverlegt. Ab 1916 erschien sie in Berlin. Die Kartell-Rundschau wurde zunächst von Josef Borger, zwischen 1904 und 1936 von Siegfried Tschierschky, einem renommierten Düsseldorfer Kartellanwalt und Verbandsmanager, und zuletzt zwischen 1937 und 1944 vom Reichwirtschaftsgerichtsrat Hans Klinger herausgegeben. 1944 stellte die Zeitschrift – kriegsbedingt – ihr Erscheinen ein.
Nach dem Zweiten Weltkrieg wurde die Kartell-Rundschau als publizistisches Organ nicht wiederbelebt. Auch eine Neu- oder Wiederverwendung des traditionsreichen Titels ‚Kartell-Rundschau‘ im Jahre 1960, nunmehr als eine monographische Reihe, scheiterte nach gerade mal zehn Publikationen im Jahr 1969.

## Bedeutung
Die Kartell-Rundschau war die einschlägige Fachzeitschrift der deutschsprachigen Kartellbewegung und Kartellwissenschaft. Später kam noch das Thema der Lenkungsverbände in einer staatlich verwalteten Wirtschaft, so wie sie im Dritten Reich bestand, hinzu.
Aufgrund des politischen Paradigmenwechsels in Sachen Kartelle nach dem Zweiten Weltkrieg war sowohl der Kartellbewegung als auch einer auf diese bezogenen Zeitschrift der Boden entzogen.

## Bibliographie
- Kartell-Rundschau. Monatsschrift für Recht u. Wirtschaft im Kartell- u. Konzernwesen, Berlin; Wien, 1903–1944, Ersch.-verlauf: 1.1903 - 42.1944,3; damit Ersch. eingst.
- Kartellrundschau. Schriftenreihe für Kartell- und Konzernrecht des In- und Auslandes, Köln, 1.1960 – 10.1969, damit Erscheinen eingestellt.